# Lex Fabia de plagiariis
La Lex Fabia de plagiariis è una lex publica romana di epoca incerta, risalente molto probabilmente al I secolo a.C., e successiva al 90 a.C. Risulta certamente conosciuta da Cicerone che nel 63 a.C. la cita nella sua orazione Pro C. Rabirio perduellionis reo (3,8). Essa introdusse e disciplinò, in due capi, il crimen di plagium.